# Lagercrantz
Slægten Lagercrantz er en svensk adelsslægt, der nedstammer fra Jacob Larsson Gevelius.
Den 31. december 2021 var 340 personer med efternavnet Lagercrantz bosiddende i Sverige.

## Personer med efternavnetLagercrantz
- David Lagercrantz (født 1962), forfatter
- Hugo Lagercrantz (født 1945), læge
- Marika Lagercrantz (født 1954), skuespiller
- Olof Lagercrantz (1911–2002), forfatter
- Bengt Lagercrantz (1887–1924), skytte